# Eustoquio Frías
Eustoquio Frías, también citado como Eustaquio Frías (Cachi, provincia de Salta, 20 de septiembre de 1801 - Buenos Aires, 16 de marzo de 1891) fue un militar argentino que participó en la campaña del Perú, en la guerra del Brasil y en las guerras civiles argentinas, en las que militó en el partido unitario.

## Sus inicios
Era hijo del comandante Pedro José Frías Castellanos, que perdió una pierna en la batalla de Tucumán, y de la patriota María Loreto Sánchez Peón y Ávila, junto con Juana Moro una de las líderes de la organización de espionaje constituida por las salteñas. En esa batalla, por orden del mismo general Manuel Belgrano, el niño se dedicó a alcanzar agua a los soldados de la artillería patriota.
Conoció el Regimiento de Granaderos a Caballo en 1814, en la época en que su creador, el coronel José de San Martín fue jefe del Ejército del Norte, y se prometió que iba a pertenecer al mismo. Cuando su familia se mudó a San Juan, se incorporó como soldado a los Granaderos en marzo de 1816, por intercesión del comandante Mariano Necochea, que había conocido a su padre durante las campañas del Alto Perú. Pero no participó en el Cruce de los Andes ni en la campaña de Chile.

## Campaña del Perú
En 1818 fue trasladado a Chile con el último batallón de Granaderos y participó de la campaña de Chillán, o segunda del sur de Chile. Hizo la campaña del Perú y participó de las campañas de la sierra, de Quito, de Puertos Intermedios y de Ayacucho, y en las batallas de Nasca, Cerro de Pasco, Callao, Riobamba y Pichincha, en todos los casos a órdenes del coronel Juan Lavalle.
Cuando Lavalle regresó a Lima, dejó los Granaderos a cargo de Frías, que los llevó hasta la capital peruana unos meses más tarde. A mediados de enero de 1823 participó en un combate menor en Chunchanga, en que fue herido de cierta gravedad en el brazo derecho. Al año siguiente se incorporó en Huaraz al ejército de Simón Bolívar, junto con otros 120 Granaderos, y luchó en la batalla de Junín.
En la batalla de Ayacucho fue uno de los 80 Granaderos argentinos que participaron en la victoria; fue herido en un muslo.

## Guerra del Brasil
Regresó a Buenos Aires en febrero de 1826, en las filas de los Granaderos comandados por José Félix Bogado, como portaestandarte. Disuelto el Regimiento, se incorporó a la campaña del Brasil en el Regimiento de Caballería Nro. 16, a órdenes de Olavarría, luchando en la batalla de Ombú. En la batalla de Ituzaingó combatió a órdenes del coronel Juan Lavalle, y fueron ascendidos ambos al término de la batalla: Lavalle alcanzó el grado de general, y Frías el de capitán.

## Las guerras civiles
A su regreso a Buenos Aires, acompañó a Lavalle en la revolución contra Manuel Dorrego y en la guerra contra Juan Manuel de Rosas; luchó en Navarro y Puente de Márquez. Permaneció en Buenos Aires cuando Lavalle se exilió, y fue destinado a la frontera oeste con los indígenas.
A fines de 1830, cuando se estaba organizando la campaña contra la Liga del Interior, Frías fue convocado para la misma. Pero escribió al gobernador Rosas, pidiéndole su pase a retiro, ya que

"pertenezco al partido contrario al de V.E. y mis sentimientos tal vez me obliguen a traicionarle, y para no dar un paso que me desagrada, suplico a V.E. se digne concederme el retiro."

Rosas lo llamó –según Ibarguren- para manifestarle "que le agradaba su franqueza", le donó quinientos pesos, le concedió el retiro y le aseguró que en caso de necesidad lo buscara –"no al gobernador, sino a Rosas"– pues no iba a olvidarlo.
Permaneció en Buenos Aires, dedicado al comercio. Cuando la presión de los partidarios de Rosas se hizo insostenible, en 1839 se exilió en Montevideo, desde donde pasó a la provincia de Entre Ríos, incorporándose al ejército de Lavalle.
Fue uno de los oficiales del segundo ejército correntino contra Rosas, combatiendo en las batallas de Don Cristóbal, Sauce y Quebracho Herrado. El general Lavalle lo nombró segundo jefe de la división del coronel José María Vilela, destinada a la campaña de Cuyo, con el grado de teniente coronel. En la derrota de Sancala fue tomado prisionero y conducido a pie hasta Buenos Aires.
Durante ocho meses permaneció encerrado en un calabozo del cuartel de Retiro. Fue liberado por pedido expreso del jefe de la escuadra francesa del Río de la Plata.
En marzo de 1842 se fugó a Montevideo, donde participó de la defensa de la ciudad durante el sitio impuesto por el general Manuel Oribe. Luego pasó a Corrientes a órdenes del general José María Paz, y se quedó allí después de las desavenencias entre éste y los Madariaga. Participó en la batalla de Vences y –tras la derrota– huyó al Paraguay.

## De Caseros al Paraguay
Regresó al Uruguay cuando le llegó la noticia de la rendición de Oribe. Se incorporó al Ejército Grande de Urquiza y participó en la batalla de Caseros. Apoyó la revolución del 11 de septiembre de 1852 y la defensa contra el sitio de Buenos Aires impuesto por los federales.
Fue destinado como comandante a la frontera oeste, con sede en Salto, y realizó varias campañas contra los indígenas a órdenes de Emilio Mitre. Mandó en jefe una importante campaña hacia la sierra de la Ventana en 1858, que no obtuvo resultados satisfactorios.
Participó en la victoria porteña en la batalla de Pavón, tras la que fue ascendido al grado de general, y regresó a la frontera.
No fue admitido en la guerra del Paraguay por su avanzada edad, salvo en breves misiones de intendencia y administración. Después de la batalla de Tuyutí fue ascendido al grado de general de división. Pero, molesto porque no se le permitía luchar, pidió el pase a retiro.

## Últimos años
Fue ascendido a teniente general en retiro en 1882. Dos años más tarde, fue nombrado comandante de la guarnición militar Buenos Aires, un mero cargo administrativo que ocupaba cuando la revolución radical de 1890, en la que no tuvo actuación. Pasó a retiro en diciembre de ese año.
Falleció en Buenos Aires en marzo de 1891. Sus restos descansaron en el Cementerio de la Recoleta durante 40 años, hasta ser trasladados al Panteón de las Glorias del Norte, en la ciudad de Salta.